# Osborn (Wisconsin)
Osborn es un pueblo ubicado en el condado de Outagamie en el estado estadounidense de Wisconsin. En el Censo de 2010 tenía una población de 1.170 habitantes y una densidad poblacional de 26,77 personas por km².

## Geografía
Osborn se encuentra ubicado en las coordenadas 44°27′6″N 88°20′32″O / 44.45167, -88.34222. Según la Oficina del Censo de los Estados Unidos, Osborn tiene una superficie total de 43.7 km², de la cual 43.7 km² corresponden a tierra firme y (0.01%) 0.01 km² es agua.

## Demografía
Según el censo de 2010, había 1.170 personas residiendo en Osborn. La densidad de población era de 26,77 hab./km². De los 1.170 habitantes, Osborn estaba compuesto por el 97.78% blancos, el 0.34% eran afroamericanos, el 0.6% eran amerindios, el 0.26% eran asiáticos, el 0% eran isleños del Pacífico, el 0% eran de otras razas y el 1.03% pertenecían a dos o más razas. Del total de la población el 0.26% eran hispanos o latinos de cualquier raza.